# Атаки на медичні заклади під час російського вторгнення в Україну
У цьому переліку подані випадки атак російських військових та терористичних формувань на медичні заклади України під час повномасштабного російського вторгнення в Україну.

## Перелік
| дата       | місце                             | зброя      | влучання: загиблі/поранені                                                      | влучання: загиблі/поранені |
| ---------- | --------------------------------- | ---------- | ------------------------------------------------------------------------------- | -------------------------- |
| 24.02.2022 | Донецька обл., Вугледар           | ракета     | російський касетний боєприпас влучив у міську лікарню Вугледару                 | 4/10                       |
| 25.02.2022 | Харків                            | артобстріл | атака на Харківську обласну дитячу клінічну лікарню №1                          | —                          |
| 26.02.2022 | Київська обл., Макарів            | артобстріл | обстріляна Амбулаторія міста Макарів                                            | —                          |
| 01.03.2022 | Житомир                           | ракета     | обстрілом був пошкоджений військовий інститут імені Сергія Корольова            | —                          |
| 03.03.2022 | Запорізька обл., Василівка        | артобстріл | атакована КНП «Василівська багатопрофільна лікарня інтенсивного лікування»      | 3/4                        |
| 03.03.2022 | Донецька обл., Маріуполь          | артобстріл | атакована Обласна лікарня інтенсивного лікування, зруйновано відділення         | —                          |
| 04.03.2022 | Луганська обл., Лисичанськ        | артобстріл | пошкоджено дитячу клінічну лікарню місті Лисичанськ                             | —                          |
| 04.03.2022 | Луганська обл., Попасна           | артобстріл | зазнала обстрілу міська центральна лікарня                                      | —                          |
| 07.03.2022 | Луганська обл., Попасна           | артобстріл | обстріл Попаснянського обласного психоневрологічного інтернату                  | —                          |
| 08.03.2022 | Харківська обл., Ізюм             | артобстріл | обстрілом було зруйновано Ізюмську центральну міську лікарню                    | —                          |
| 09.03.2022 | Донецька обл., Маріуполь          | авіаудар   | авіаудар по лікарні Маріуполя, зруйновано пологовий будинок № 3                 | 3/17                       |
| 10.03.2022 | Житомир                           | авіаудар   | пошкоджено будівлю міської лікарні                                              | —                          |
| 12.03.2022 | Миколаїв                          | артобстріл | відомо про хаотичний обстріл лікарень в Миколаєві 12 березня 2022 року          | 0/2                        |
| 12.03.2022 | Харків                            | артобстріл | обстріляно Харківську обласну клінічну травматологічну лікарню                  | —                          |
| 12.03.2022 | Харківська обл., Шевелівка        | артобстріл | під обстріл росіян потрапив центр соціально-психологічної реабілітації дітей    | —                          |
| 16.03.2022 | Київ                              | ракета     | уламками ракети було пошкоджено будівлю дитячої лікарня «Охматдит»              | —                          |
| 23.03.2022 | Сумська обл., Тростянець          | танк       | відомо про обстріл лікарні російськими танками                                  | —                          |
| 25.03.2022 | Харків                            | артобстріл | обстріляно міську поліклініку, де був центр видачі гуманітарної допомоги        | 4/3                        |
| 26.03.2022 | Харківська обл., Ізюм             | артобстріл | внаслідок артилерійських ударів пошкоджена міська поліклініка                   | —                          |
| 28.03.2022 | Київська обл., Макарів            | артобстріл | внаслідок мінометних обстрілів була знищена Амбулаторія                         | —                          |
| 02.04.2022 | Харківська обл., Балаклія         | артобстріл | військові РФ обстріляли районну лікарню в Балаклії на окупованій території      | —                          |
| 07.04.2022 | Харків                            | РСЗВ       | ракета влучила серед корпусів Харківської обласної дитячої клінічної лікарню №1 | —                          |
| 22.04.2022 | Донецька обл., Лиман              | РСЗВ       | війська РФ обстріляли Лиманську обласну травматологічну лікарню з РСЗВ          | —                          |
| 07.05.2022 | Запорізька обл., Оріхів           | артобстріл | російські війська завдали удару по лікарні міста                                | —                          |
| 12.05.2022 | Харківська обл., Світличне        | артобстріл | внаслідок обстрілів знищений місцевий медпункт                                  | —                          |
| 12.05.2022 | Харківська обл., Дергачі          | артобстріл | обстрілами знищено частину поліклініки та будівлю швидкої допомоги              | —                          |
| 16.05.2022 | Луганська обл., Сіверськодонецьк  | артобстріл | атаковано корпуси Сєвєродонецької лікарні                                       | 10/?                       |
| 17.05.2022 | Луганська обл., Сіверськодонецьк  | артобстріл | повторний обстріл лікарні міста, будівля майже повністю зруйнована              | —                          |
| 26.06.2022 | Харків                            | РСЗВ       | атака Харківської обласної клінічної травматологічної лікарні                   | —                          |
|            |                                   |            |                                                                                 |                            |
| 16.01.2023 | Херсон                            | артобстріл | обстріляна обласна дитяча лікарня, зокрема неонатальне відділення               | —                          |
| 29.01.2023 | Херсон                            | РСЗВ       | обласна клінічна лікарня Херсона була обстріляна з РСЗВ                         | 0/1                        |
| 06.02.2023 | Харківська обл., Вовчанськ        | артобстріл | внаслідок російського обстрілу у Вовчанську загорілась поліклініка та авто      | —                          |
| 09.06.2023 | Запорізька обл., Гуляйполе        | КАБ        | в медзаклад Гуляйполя влучила керована авіабомба                                | 2/3                        |
| 01.08.2023 | Херсон                            | артобстріл | завдано удару по лікарні, загинув ЛОР-лікар, постраждала медсестра              | 1/1                        |
| 05.10.2023 | Херсонська обл., Берислав         | авіаудар   | під час авіаобстрілу вщент знищений четвертий поверх лікарні та авто швидкої    | 0/2                        |
| 12.10.2023 | Херсон                            | артобстріл | влучання в один із корпусів дитячої лікарні                                     | —                          |
| 18.10.2023 | Запоріжжя                         | ракета     | обстріл 6-ма ракетами міста, пошкоджень зазнали два медзаклади                  | —                          |
| 21.11.2023 | Донецька обл., Селидове           | ракета     | внаслідок обстрілу з ЗРК С-300, пошкоджено 2 будівлі медзакладу                 | 0/2                        |
| 29.12.2023 | Херсон                            | артобстріл | обстріляно обласну клінічну лікарню та заклад психіатричної допомоги            | —                          |
| 29.12.2023 | Харків                            | ракета     | обстріляна будівля лікарні у Київському районі міста, пошкоджена швидка         | —                          |
|            |                                   |            |                                                                                 |                            |
| 26.01.2024 | Донецька обл., Новогродівка       | ракета     | внаслідок ракетного удару пошкоджень зазнала місцева лікарня                    | —                          |
| 12.02.2024 | Харківська обл., Слобожанське     | ракета     | внаслідок атаки з ЗРК С-300, зафіксовані влучання у міську поліклініку          | —                          |
| 14.02.2024 | Донецька обл., Селидове           | ракета     | війська РФ обстріляли один із корпусів центральної міської лікарні              | 3/12                       |
| 29.02.2024 | Донецька обл., Миколаївка         | КАБ        | армія РФ завдала авіаудару внаслідок якого пошкоджено лікарню                   | —                          |
| 17.04.2024 | Чернігів                          | ракета     | ракетним ударом пошкоджена центральна районна лікарня                           | 0/2+                       |
| 27.04.2024 | Харків                            | ракета     | була обстріляна територія психіатричної лікарні у Харкові                       | 0/1                        |
| 05.05.2024 | Харків                            | КАБ        | внаслідок удару КАБів по Харкову пошкоджено медичний заклад                     | —                          |
| 29.05.2024 | Дніпропетровська обл., Нікополь   | БпЛА       | удар дроном-камікадзе на машину швидкої допомоги, загинув водій                 | 1/1                        |
| 12.06.2024 | Донецьк                           | КАБ        | російськими військовими було завдано помилкового удару по лікарні у Донецьку    | 2/2                        |
| 08.07.2024 | Київ                              | ракета     | під час ракетного обстрілу атакована дитяча спеціалізована лікарня «Охматдит»   | 2/32                       |
| 13.08.2024 | Суми                              | ракета     | пошкоджено фасад Сумського обласного клінічного кардіологічного центру          | —                          |
| 04.09.2024 | Львів                             | ракета     | пошкоджено дві медустанови у ході ракетної атаки на місто                       | —                          |
| 12.09.2024 | Сумська обл., Конотоп             | БпЛА       | пошкоджено лікарню під час атаки безпілотниками міста                           | 1/14                       |
| 19.09.2024 | Сумська обл., Середина-Буда       | БпЛА       | обстріляно медичний заклад, повторний удар на місці роботи рятувальників        | 0/2                        |
| 28.09.2024 | Суми                              | БпЛА       | подвійний удар російських дронів по лікарні у Сумах                             | 9/19                       |
| 29.09.2024 | Запоріжжя                         | ракета     | від вибухової хвилі зазнали руйнувань три корпуси медзакладу                    | —                          |
| 09.10.2024 | Херсонська обл., Степанівка       | артобстріл | обстріляно медико-соціальний заклад, поранено двох медсестер                    | 0/2                        |
| 26.10.2024 | Дніпро                            | ракета     | пошкоджена Дніпропетровська обласна клінічна лікарня імені І. І. Мечникова      | 0/2                        |
| 07.11.2024 | Запоріжжя                         | КАБ        | влучання керованими авіабомбами в онкоцентр обласної лікарні                    | 1/1                        |
| 16.11.2024 | Харківська обл., Великий Бурлук   | артобстріл | внаслідок обстрілу пошкоджено приміщення лікарні                                | —                          |
| 10.12.2024 | Запоріжжя                         | ракета     | влучання російської балістичної ракети у приватну клініку                       | 3/11                       |
| 20.12.2024 | Херсон                            | КАБ        | влучання в Херсонський регіональний онкологічний центр керованих авіабомб       | —                          |
|            |                                   |            |                                                                                 |                            |
| 31.01.2025 | Одеська обл., Чорноморськ         | БпЛА       | пошкоджена міська лікарня у місті                                               | 0/4                        |
| 19.02.2025 | Одеса                             | БпЛА       | атакою дронів було пошкоджено дитячу поліклініку                                | 0/4                        |
| 01.03.2025 | Харків                            | БпЛА       | був атакований безпілотниками і зазнав ушкоджень медичний заклад                | —                          |
| 03.03.2025 | Дніпропетровська обл., Кривий Ріг | БпЛА       | внаслідок атаки безпілотників був пошкоджений медичний заклад                   | 0/1                        |
| 04.03.2025 | Суми                              | БпЛА       | російський ударний безпілотник влучив у будівлю дитячої поліклініки             | —                          |
| 09.03.2025 | Харківська обл., Балаклія         | БпЛА       | удар по районному центру первинної медико-санітарної допомоги                   | —                          |
| 14.03.2025 | Харківська обл., Золочів          | БпЛА       | внаслідок влучання безпілотника загорівся дах лікарні                           | 0/1                        |
| 14.03.2025 | Херсон                            | КАБ        | удар керованою авіабомбою по центру міста, пошкоджено медичний заклад           | 0/1                        |
| 18.03.2025 | Суми                              | БпЛА       | безпілотник влучив у дах обласної клінічної лікарні                             | —                          |
| 19.03.2025 | Сумська обл., Краснопілля         | БпЛА       | російський дрон атакував дах Краснопільської лікарні                            | —                          |
| 29.03.2025 | Харків                            | БпЛА       | внаслідок ураження БпЛА типу «Шахед» пошкоджені будівля шпиталю                 | 0/?                        |
| 04.04.2025 | Херсон                            | артобстріл | посеред дня 4 квітня було обстріляно лікарню Дніпровського району міста         | —                          |
| 14.04.2025 | Одеса                             | БпЛА       | ворожий дрон влучив у лікарню                                                   | —                          |
| 02.06.2025 | Дніпропетровська обл., Нікополь   | БпЛА       | внаслідок атаки безпілотниками було пошкоджено медзаклад                        | —                          |
| 04.06.2025 | Донецька обл., Родинське          | КАБ        | влучання авіабомби у житлову забудову та лікарню                                | 1/4                        |
| 10.06.2025 | Одеса                             | БпЛА       | зруйнований пологовий будинок та станція швидкої допомоги                       | 2/9                        |
| 11.06.2025 | Чернігівська обл., Семенівка      | БпЛА       | було завдано удару по Семенівській лікарні                                      | —                          |
| 11.06.2025 | Харківська обл., Купʼянськ        | КАБ        | уражені житлові квартали, серед яких і станція медичної допомоги                | —                          |
| 17.06.2025 | Одеса                             | БпЛА       | внаслідок нічної атаки пошкоджена Одеська інфекційна лікарня                    | —                          |
| 21.06.2025 | Одеська обл., Білг.-Дністровський | БпЛА       | уражено станцію екстреної медичної допомоги, та автомобілі швидкої допомоги     | —                          |
| 27.06.2025 | Дніпропетровська обл., Нікополь   | БпЛА       | пошкоджено амбулаторію                                                          | —                          |
| 02.07.2025 | Херсон                            | артобстріл | російська армія здійснила обстріл лікарні                                       | 0/8                        |
| 10.07.2025 | Київ                              | БпЛА       | зруйнована амбулаторія Центру первинної медико-санітарної допомоги №1           | —                          |
| 11.07.2025 | Харків                            | БпЛА       | внаслідок атаки безпілотників пошкоджено працюючий медичний заклад              | —                          |
| 11.07.2025 | Харківська обл., Чугуїв           | БпЛА       | відомо про пошкодження міської лікарні                                          | 0/3                        |
| 11.07.2025 | Херсонська обл., Білозерка        | артобстріл | обстріляно амбулаторію на території закладу охорони здоровʼя                    | 0/3                        |
| 13.07.2025 | Донецька обл., Слов'янськ         | БпЛА       | внаслідлок атаки безпілотників пошкоджена лікарня                               | —                          |
| 15.07.2025 | Сумська обл., Свеса               | БпЛА       | російська армія атакувала дронами «Свеський психоневрологічний диспансер»       | 0/1                        |
| 18.07.2025 | Харківська обл., Чугуїв           | артобстріл | пошкоджена дільниця сімейного лікаря                                            | —                          |
| 23.07.2025 | Дніпр. обл., Синельниківський р-н | БпЛА       | внаслідок атаки безпілотників пошкоджено амбулаторію                            | —                          |
| 25.07.2025 | Харків                            | КАБ        | окупати скинули керовану авіабомбу на будівлю медичного закладу                 | 1/6                        |
| 29.07.2025 | Дніпр. обл., Кам'янське           | ракета     | ракетним ударом пошкоджено пологовий будинок, відділення міської лікарні        | 2/5                        |
| 31.07.2025 | Київ                              | ракета     | ударною хвилею пошкодило дитяче відділення медзакладу                           | —                          |
| 10.08.2025 | Запоріжжя                         | КАБ        | удар по університетській клініці Запорізького медичного університету            | —                          |
| 20.08.2025 | Донецька обл., Добропілля         | авіаудар   | російським авіаударом був знищений пологовий будинок                            | —                          |